# 宮内昭
宮内 昭（みやうち あきら、1945年11月10日 生まれ ）は、日本の外科医。医療法人神甲会隈病院名誉院長。医学博士。専門は、内分泌外科、甲状腺外科（甲状腺腫瘍、甲状腺がん、バセドウ病、副甲状腺機能亢進症）、甲状腺疾患全般。

## 来歴・経歴
愛媛県出身。「子どもによい教育を受けさせたい」という両親の希望もあり愛光中学校・高等学校に進学、大阪大学医学部に入学した。治療の結果が分かりやすい手術は白黒はっきりしたことを好む性格の自分に向いていると思い、専門分野として外科を選択。甲状腺外科・内分泌外科の専門である髙井新一郎（後日、大阪大学腫瘍外科教授となる）の下で学びたいという思いから、消化器や乳腺・内分泌を扱う大阪大学第二外科に所属することを決めた。
1970年に医師免許を取得。大阪大学の麻酔科と外科で研修を受けた後、吹田市民病院で2年間勤務した。その後、大阪大学第二外科に入局し、学内留学として2年半に渡り病理学を学んだ。1974年より隈病院で非常勤医師として勤務。1981年に新設の香川医科大学に第二外科の講師（1986年に助教授）として赴任してからも隈病院での非常勤医師を16年間続けた。その期間中、病理診断の経験を生かして1980年に甲状腺腫瘍の穿刺吸引細胞診の導入を隈病院で提案し、より小さながんの発見に貢献。
その後、大部分の甲状腺微小乳頭がん（微小がん）は進行せず、進行した時点で手術すれば手遅れにはならない、全ての微小がんに手術を行うことはメリットよりも合併症などによるデメリットのほうが大きいとの仮説を立て、低リスクの甲状腺微小乳頭がんに対して非手術経過観察を行い、進行すれば手術を行うことを1993年に提唱した。この成果はアメリカ甲状腺学会（ATA）の甲状腺腫瘍取扱いガイドラインに取り上げられ、わが国の日本内分泌外科学会・日本甲状腺外科学会の『甲状腺腫瘍診療ガイドライン』にも影響を与えている。さらに日本甲状腺学会における診療指針にも取り上げられた。
隈病院の前院長隈寛二に強く要請されて1998年に隈病院副院長に就任。1998年から2000年まで大阪大学医学部臨床教授を務めた。2001年に隈病院院長に就任。2006年より日本医科大学客員教授、2010年よりUniversity of Belgrade School of MedicineのVisiting Professor。2012年から2020年までアジア内分泌外科学会のChairmanを務めた。2019年、国際内分泌外科学会会長（International Association of Endocrine Surgeons, IAES, President）に就任。2022年4月に隈病院名誉院長に就任。
甲状腺・副甲状腺疾患の診療・研究に50年近く携わるなかで多くの業績を残している。1979年、急性化膿性甲状腺炎の原因となる咽頭の瘻孔の存在を世界で初めて発見し、高井新一郎、隈寛二とともに「下咽頭梨状窩瘻」と命名して報告した。1984年、甲状腺髄様がんでは血中カルシトニン値のダブリングタイムが強い予後因子であると世界で初めて報告した。1985年、「リンパ球を伴う低分化扁平上皮がん」と診断された予後が良好な一群の腫瘍を、扁平上皮がんとは異なる1つの独立疾患であるとし、「甲状腺内胸腺腫」と命名し報告した。この腫瘍はその後一時「CASTLE（胸腺様分化を示すがん）」と呼ばれたが、2017年のWHOの分類では元の名称に近い「甲状腺内胸腺がん」と呼ばれるようになった。甲状腺がんの手術に伴う反回神経麻痺に対する頸神経ワナ・反回神経吻合による反回神経再建を日本で最初に考案、1990年に初めて施行した。
甲状腺手術は甲状腺がん、甲状腺腫瘍、バセドウ病などの有効な治療法であり、世界的に広く行われている。しかし、甲状腺手術後の患者は頸部の違和感や締め付け感などの不快な症状を長期間訴えることが少なくない。宮内は術後1日目から頸部のストレッチエクササイズを行うと非施行群に比べて術後の頸部の訴えが有意に軽度であり、その効果が術後1年でも認められることを前向き無作為試験にて見いだし論文に報告するとともに、隈病院における甲状腺術後管理に組み込んでいる。2021年、その成果を紹介したビデオがアメリカ甲状腺学会のVideoEndocrinologyに掲載された。これは甲状腺手術を受けた患者の生活の質の向上に大きく寄与している。
甲状腺乳頭がんはサイログロブリンを産生するが、血中サイログロブリン値そのものは必ずしも乳頭がんの予後のよい指標ではなかった。2011年に、抗サイログロブリン抗体が陰性である患者において、甲状腺全摘後の血中TSH（甲状腺刺激ホルモン）値が甲状腺ホルモン剤の投与によって抑制された状態での血中サイログロブリン値のダブリングタイムが乳頭がんの極めて強い予後因子であることを見いだして報告した。これはアメリカ甲状腺学会のガイドラインや機関誌などにも採用されている。
血中腫瘍マーカー値、あるいは腫瘍体積のダブリングタイムは非常に強い予後の予測因子だが、これには2つの弱点がある。複数の症例の中の一部のものが経過中に腫瘍が縮小するとその症例のダブリングタイムは負の値となり、正の値の群との連続性がなくなること、ダブリングタイムの値の大きさは腫瘍の増大の早さと逆になることである。2019年に宮内はダブリングタイムの逆数によってこれを解消し、この指数をダブリングレイトと命名した。なお、この論文で、積極的経過観察中に甲状腺微小乳頭がんの17％において腫瘍が縮小することを明らかにした。

## 受賞歴
受賞歴は以下のとおり。
- 1985年 日本内分泌学会甲状腺分科会七條賞[15]
- 1987年 国際内分泌外科学会Best free paper
- 2007年 日本甲状腺学会三宅賞[15]
- 2008年 日本内分泌学会Best Endocrine Surgeon of the Year
- 2015年 AOTA (Asia Oceania Thyroid Association) Nagataki- Fuji Film Prize
- 2017年 Light of Life Honor賞[16]
- 2020年 日本内分泌学会EJ優秀論文賞受賞[17]

## メディア出演
- スイッチ！（テレビユー福島、2013年6月28日放送）

## 著書
著書は以下のとおり。
- 音声回復のための反回神経再建術、インターメルク社、2001年
- 甲状腺・副甲状腺超音波診断アトラス、ベクトルコア社、2007年
- 甲状腺疾患の疾病管理テキスト、メディカルレビュー社、2009年

### 分担執筆
- よくわかる甲状腺疾患のすべて、永井書店、2004年
- Surgery of the Thyroid and Parathyroid Gland, 2nd ed. Sounders, 2013.
- Textbook of Endocrine Surgery, 3rd ed. The Health Sciences Publisher, 2016.
- Thyroid Cancer, A Case-Based Approach, Springer, 2016.
- Werner & Ingbar’s The Thyroid A Fundamental and Clinical Text 11th ed, Wolters Kluwer, 2020.
- Surgery of the Thyroid and Parathyroid Gland, 3rd ed. Elsevier, 2021.
- Thyroid Cancer, A Case-Based Approach, 2nd ed. Springer, 2021.